# Rombische icosidodecaëder
Een rombische icosidodecaëder is een archimedisch lichaam met 62 vlakken, 60 hoekpunten en 120 ribben, dus voldoet aan de formule van Euler voor veelvlakken. Dat komt omdat een rombische icosidodecaëder een convex, dus geen zichzelf doorsnijdend veelvlak is. Van de zijvlakken zijn er 20 een gelijkzijdige driehoek, 30 een vierkant en 12 een regelmatige vijfhoek. Er komen in ieder hoekpunt een driehoek, twee vierkanten en een vijfhoek samen.
Johannes Kepler noemde het lichaam in zijn Harmonice mundi. De naam rombische icosidodecaëder is ervan afgeleid dat de vierkanten van het lichaam allemaal in hetzelfde vlak liggen als een van de ruiten, die het zijvlak van een romboëder zijn. Het lichaam kan op zo'n manier worden afgeschaafd, dat de driehoeken en de vijfhoeken van het nieuwe lichaam in hetzelfde vlak liggen als de driehoeken en de vijfhoeken, die de zijvlakken van een icosidodecaëder zijn. Het krijgt dan meer de vorm van een regelmatig twaalfvlak, van een dodecaëder.

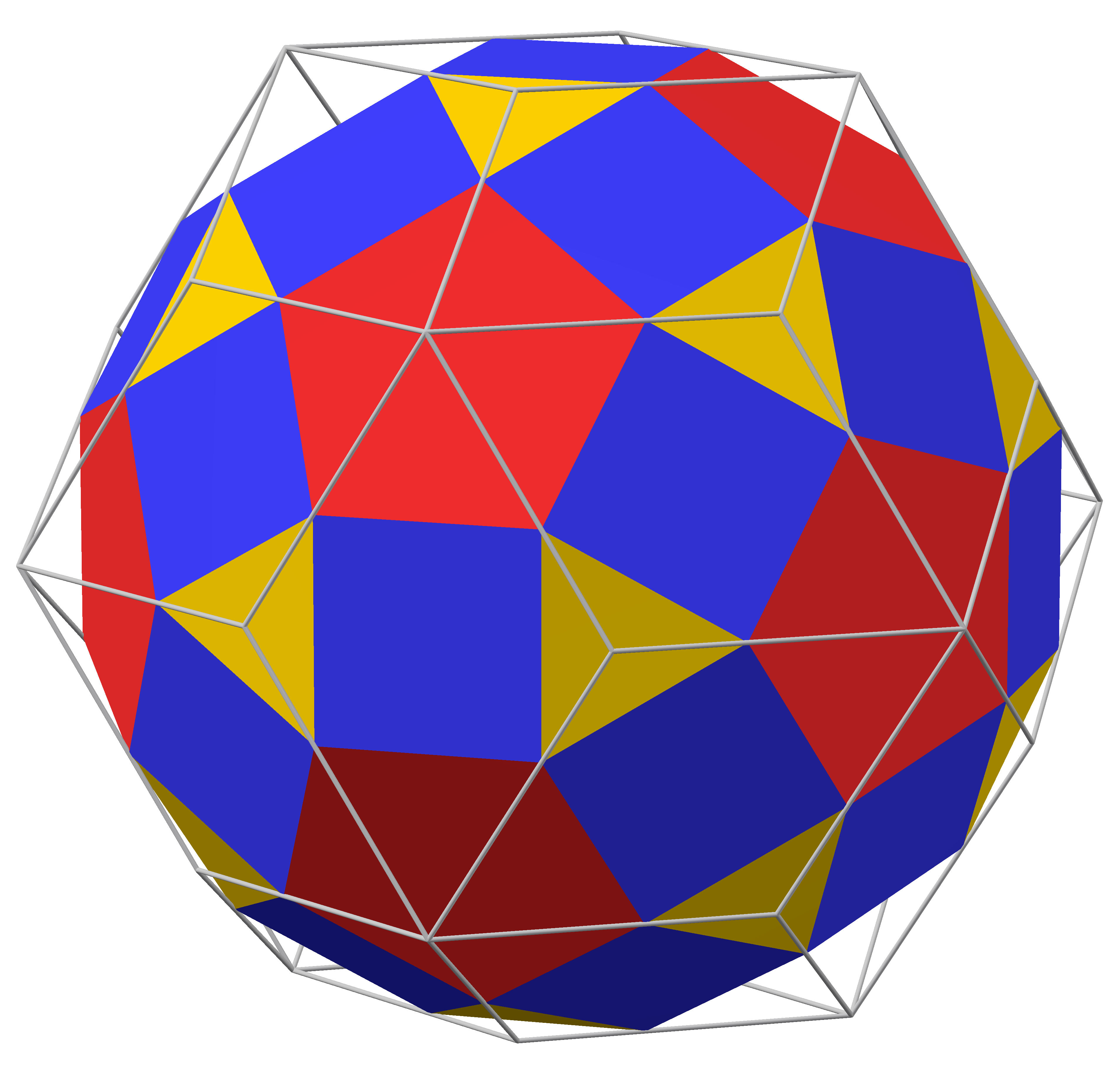
rombische icosidodecaëder in een romboëder
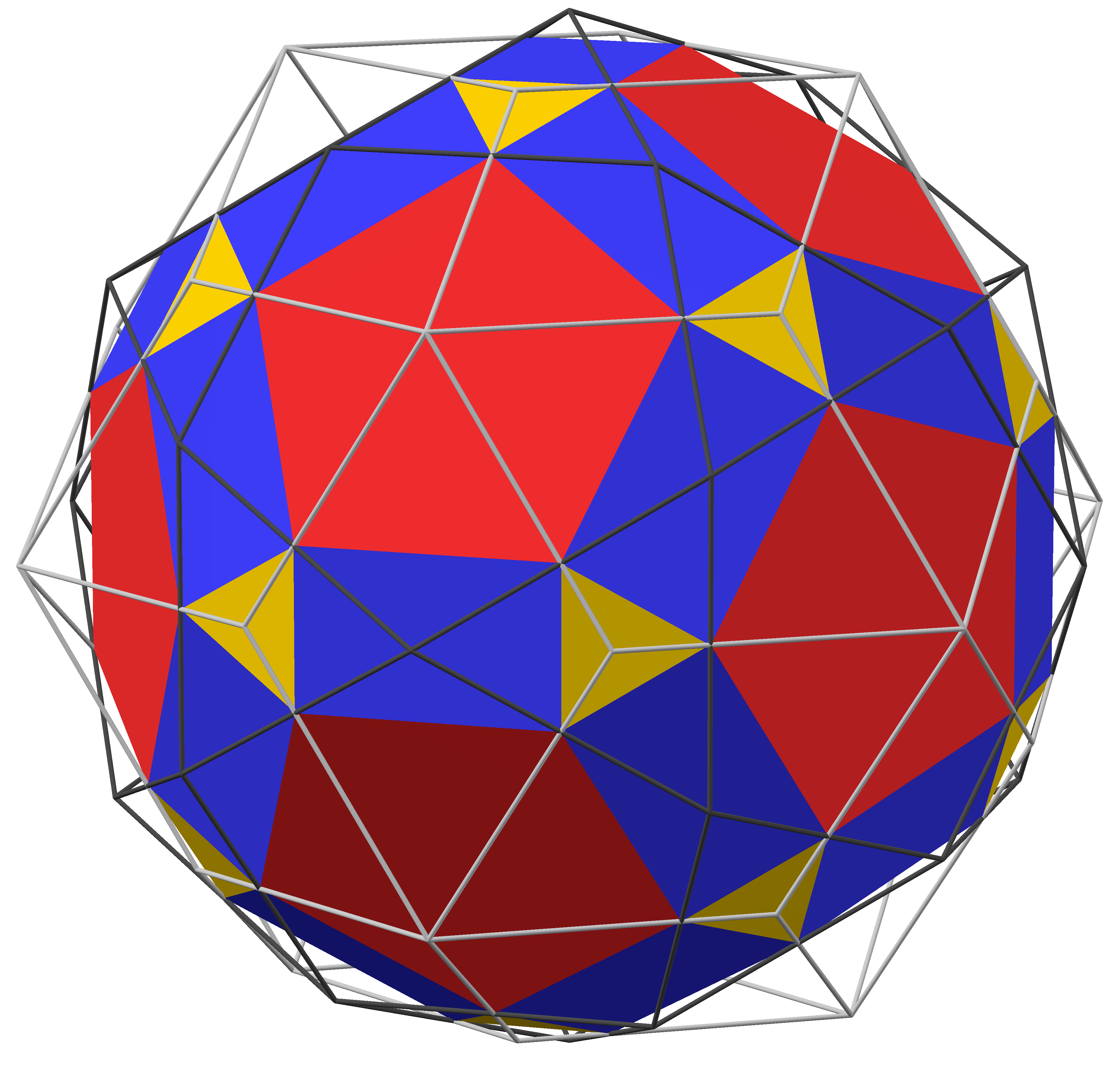
en afgeschaafd in een romboëder en een icosidodecaëder

De oppervlakte {\displaystyle A} en inhoud {\displaystyle V} van een rombische icosidodecaëder waarbij {\displaystyle a} de lengte van een ribbe is, worden gegeven door:
{\displaystyle A=\left(30+{\sqrt {30(10+3{\sqrt {5\ }}+{\sqrt {15(2+2{\sqrt {5\ }}\ )}}\ )}}\right)~a^{2}}
{\displaystyle \approx 59,3060~a^{2}}
{\displaystyle V={1 \over 3}(60+29{\sqrt {5\ }})~a^{3}\approx 41,6153~a^{3}}